# Кнежина
Кнежина (словен. Knežina) — поселення в общині Чрномель, Південно-Східна Словенія, Словенія. Висота над рівнем моря: 211,7 м.